# 가미시히촌
가미시히촌(上志比村)은 후쿠이현 요시다군에 설치되었던 촌이다. 1889년 정·촌제 시행에 의한 설치 이래, 그 이름과 구역이 바뀌지는 않았지만, 2006년 2월 13일 가미시히촌 및 에이헤이지정, 마쓰오카정 등 3개 정·촌이 합병, 군내 1정이 되는 새로운 에이헤이지정이 설치됨에 따라, 각 정·촌은 폐지되었다.